# Iais chilense
Iais chilense är en kräftdjursart som först beskrevs av Winkler 1992.  Iais chilense ingår i släktet Iais och familjen Janiridae. Inga underarter finns listade i Catalogue of Life.